# Giorgio Costamagna
Giorgio Costamagna (San Michele Mondovì, 24 maggio 1916 – Genova, 24 novembre 2000) è stato un archivista e diplomatista italiano, tra i principali studiosi del notariato italiano a Genova e nel resto d'Italia durante il Medioevo.

## Biografia
Nato a San Michele Mondovì in piena Prima guerra mondiale, Giorgio Costamagna era figlio di Eugenio, giornalista e fondatore della Gazzetta dello Sport, e della svizzera Sabina Dumoulin de Paillard. Dopo gli studi compiuti a Mondovì, si iscrisse all'Università di Genova, laureandosi prima in legge (1938) e poi in filosofia (1944). Nel frattempo, quale ufficiale del corpo degli alpini, partecipa alla Campagna di Grecia del 1940-41. Rientrato in patria, oltre a portare avanti gli studi in filosofia, vinse un concorso per archivisti nel 1942, venendo assegnato a Genova dove trascorse tutta la sua esistenza al servizio dell'Archivio di quella città, divenendone direttore tra il 1960 e il 1972. Successivamente, fu docente all'Università Statale di Milano, dove v'è tuttora un centro specializzato nella formazione degli archivisti e diplomatisti voluto da Cesare Manaresi. Ritiratosi nel 1986, ritornò a Genova dove continuò i suoi studi di diplomatica e paleografia fino alla morte, avvenuta nel 2000.

## Attività scientifica
Celebre diplomatista, Costamagna come studioso si specializzò nello studio della documentazione dei notai genovesi e dello sviluppo del notariato in Italia nel corso del Medioevo, delineandone i mutamenti e il passaggio dal regime di charta a quello di instrumentum e delineando le fasi della stesura del negozio giuridico dalla fase delle notulae a quella delle imbreviature all'interno del notariato genovese. Costamagna si dedicò anche alla paleografia, analizzando in particolar modo la tachigrafia medievale e il rapporto tra arte e scrittura nell'ambito della stagione del gotico.

## Opere
Costamagna ha lasciato circa 80 opere nel corso della sua carriera scientifica. Se ne elencano le principali e più significative:

### Generali
- Giorgio Costamagna, Studi di paleografia e diplomatica, Roma, Il centro di ricerca, 1972, SBN PUV0472170.

### Diplomatica

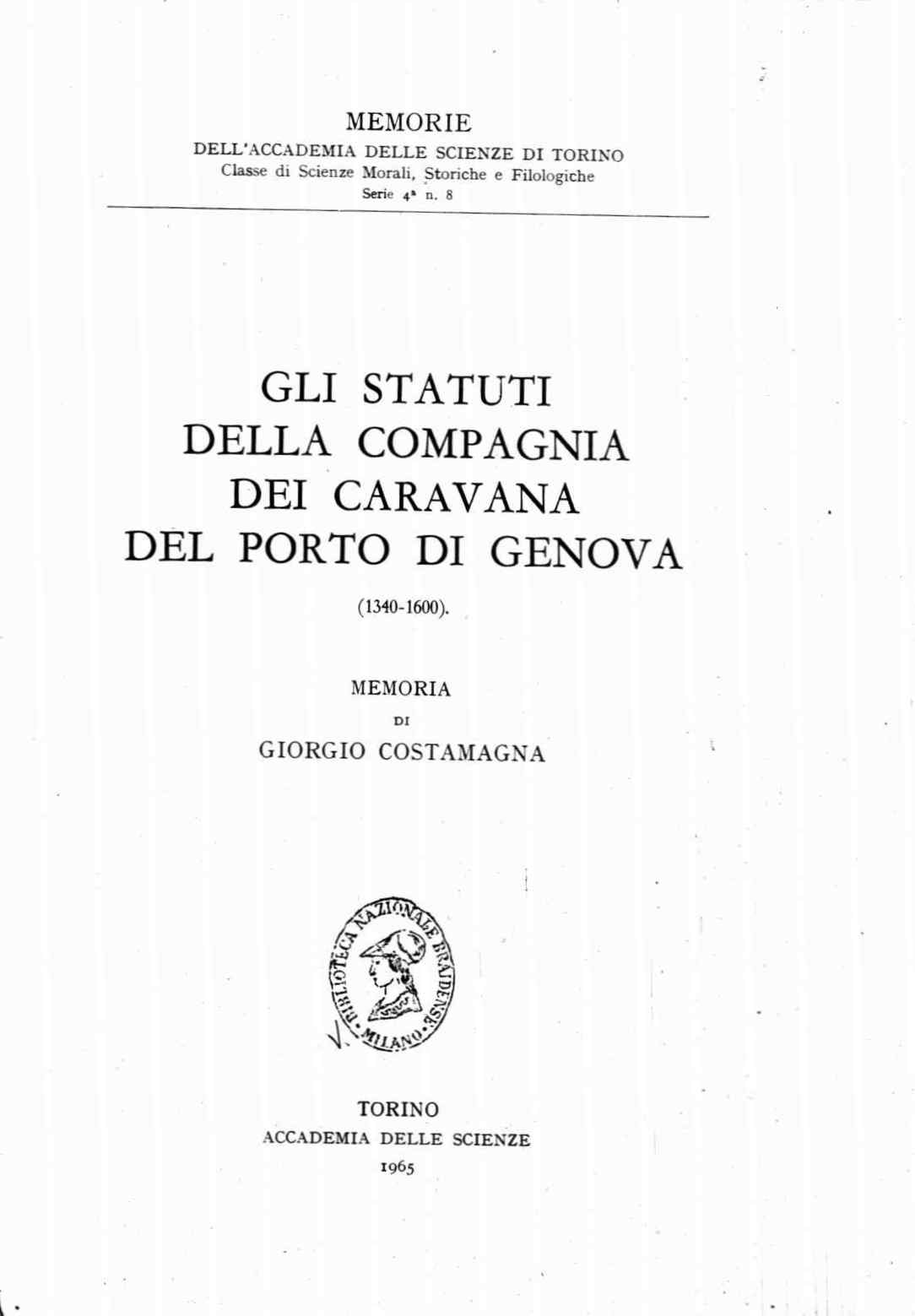
Statuti della Compagnia dei Caravana del porto di Genova, 1965

- Giorgio Costamagna, Il sistema tachigrafico usato dai notai medioevali italiani (sec. VIII-XI), Genova, Opera SS. Vergine di Pompei, 1953, SBN CFI0765164.
- (IT, LA) Giorgio Costamagna, La triplice redazione dell'Instrumentum genovese : con appendice di documenti, in Notai liguri dei secoli XII e XIII, vol. 8, Genova, Società ligure di storia patria, 1961,  pp. 5-77, SBN UMC0086800.
- Giorgio Costamagna, Note di diplomatica comunale: Il "Signum Comunis" e il "Signum Populi" a Genova nei secoli XII e XIII, in Miscellanea di Storia Ligure in onore di Giorgio Falco, Milano, Feltrinelli, 1962,  pp. 107-115, SBN LO11178366.
- Statuti della Compagnia dei Caravana del porto di Genova, Torino, Accademia delle Scienze, 1965.
- Mario Amelotti e Giorgio Costamagna, Alle origini del notariato italiano, Roma, Consiglio Nazionale del Notariato, 1975, SBN RAV0043086.

- Giorgio Costamagna, Dalla “charta” all’"instrumentum", in Il notariato medievale bolognese, Atti di un convegno (febbraio 1976), vol. 2, Roma, Consiglio Nazionale del Notariato, 1977,  pp. 7-26, SBN NAP0049831.
- Giorgio Costamagna, Il notaio a Genova tra prestigio e potere, Milano, Giuffrè, 1995  [1970], SBN RMG0017764.

### Paleografia
- Giorgio Costamagna, Lineamenti estetici dello sviluppo della scrittura latina, Cogoleto, Tip. Sopranzi, 1950, SBN CUB0217008.
- Giorgio Costamagna, Perche scriviamo così: invito alla paleografia latina, Roma, Il Centro di Ricerca, 1987, SBN MIL0129311.